# ولادمیر داریدا
ولادمیر داریدا (به چکی: Vladimír Darida) (زاده ۸ آگوست ۱۹۹۰) بازیکن فوتبال اهل جمهوری چک است. همچنین پست تخصصی او هافبک است.

## تیم ملی
وی سابقه ۲ بازی ملی برای تیم ملی فوتبال جمهوری چک در کارنامه دارد.